# 肝中心静脈閉塞症
肝中心静脈閉塞症（英: hepatic veno-occlusive disease）は、肝臓の細い血管である類洞や肝中心静脈が閉塞するもの。類洞閉塞症候群（英: sinusoidal obstruction syndrome）とも呼ばれる。

## 原因
化学療法、幹細胞移植、放射線治療などが原因となる。最初の報告はキク科植物のピロリジジンアルカロイドによるものである。経口避妊薬が誘因となった報告もある。
近年では、オキサリプラチン投与患者で高率（61.9%）に発症が認められている。

## 症状
有痛性の肝腫大、腹水貯留、体重増加、黄疸などが知られている。また、しばしば急性腎不全をきたす。

## 検査
CTやMRIで、肝静脈主要分枝の狭小化、肝腫大、不均一な造影効果、胆嚢壁肥厚、門脈側副路発達、腹水貯留、脾腫などを認める。

## 予後
原因の除去、対症療法で70～85%は寛解するとされるが、重症例の死亡率は高い。